# Карнело (Фрозиноне)
Карнело је насеље у Италији у округу Фрозиноне, региону Лацио.
Према процени из 2011. у насељу је живело 718 становника. Насеље се налази на надморској висини од 306 м.